# Neasura punctigera
Neasura punctigera là một loài bướm đêm thuộc phân họ Arctiinae, họ Erebidae.